# محافظ شخصی

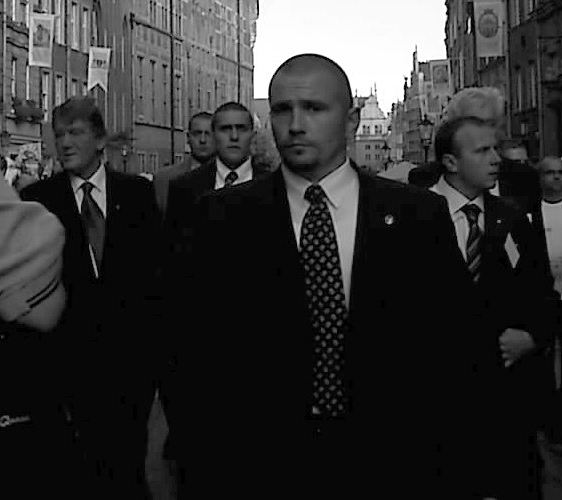
محافظان ویکتور یوشچنکو، رئیس جمهور اوکراین (چپ دور).

محافظ شخصی یا جان‌پاس یا بادیگارد (انگلیسی: Bodyguard) فردی است که از فردی محافظت می‌کند، که غالباً صاحب قدرت، شهرت، ثروتمند یا سیاسی باشند. کاربرد این افراد در جلوگیری از حمله، ربودن، ترور، یا از دست دادن اطلاعات محرمانه یا کارهای دیگر است.
افراد مشهور غالباً بیش از یک محافظ دارند که ممکن است گروه آن‌ها توسط سازمان‌های امنیتی (خصوصی یا دولتی) تعیین شده باشد و یا با هزینه شخصی آنها را استخدام کرده تا محافظت کنند.